# العلاقات البرازيلية النيبالية
العلاقات البرازيلية النيبالية هي العلاقات الثنائية التي تجمع بين البرازيل ونيبال.

## مقارنة بين البلدين
هذه مقارنة عامة ومرجعية للدولتين:
| وجه المقارنة                                              | البرازيل | نيبال                             |
| --------------------------------------------------------- | --- | --------------------------------- |
| المساحة (كم2)                                             | 8.52 مليون | 147.18 ألف                        |
| عدد السكان (نسمة)                                         | 202.66 مليون | 29.40 مليون                       |
| الكثافة السكانية (ن./كم²)                                 | 23.79 | 199.76                            |
| العاصمة                                                   | برازيليا، ريو دي جانيرو | كاتماندو                          |
| اللغة الرسمية                                             | برتغالية برازيلية، Brazilian Sign Language ‏ | اللغة النيبالية                   |
| العملة                                                    | ريال برازيلي، كروزيرو ريال برازيلي ‏، كروزيرو البرازيلية (1990–1993)، البرازيلي كروزادو نوفو، كروزادو برازيلي، cruzeiro ‏، كروزيرو البرازيلية (1942–1967)، الريال البرازيلي (قديم) | روبية نيبالية                     |
| الناتج المحلي الإجمالي (بليون دولار)                      | 2.06 تريليون | 24.47 مليار                       |
| الناتج المحلي الإجمالي (تعادل القوة الشرائية) بليون دولار | 3.22 تريليون | 70.20 مليار                       |
| الناتج المحلي الإجمالي الاسمي للفرد دولار أمريكي          | 8.54 ألف | 743                               |
| الناتج المحلي الإجمالي للفرد دولار أمريكي                 | 15.89 ألف | 2.37 ألف                          |
| مؤشر التنمية البشرية                                      | 0.754 | 0.548                             |
| رمز المكالمات الدولي                                      | +55 | +977                              |
| رمز الإنترنت                                              | .br | .np                               |
| المنطقة الزمنية                                           | | UTC+05:45، التوقيت الموحد لنيبال ‏ |

## منظمات دولية مشتركة
يشترك البلدان في عضوية مجموعة من المنظمات الدولية، منها:
| علم المنظمة | اسم المنظمة                        | تاريخ انضمام البرازيل | تاريخ انضمام نيبال |
| ----------- | ---------------------------------- | --------------------- | ------------------ |
|             | مؤسسة التنمية الدولية              | 15 مارس 1963          | 6 مارس 1963        |
|             | يونسكو                             | 4 نوفمبر 1946         | 1 مايو 1953        |
|             | مؤسسة التمويل الدولية              | 31 ديسمبر 1956        | 7 يناير 1966       |
|             | منظمة حظر الأسلحة الكيميائية       | ?                     | ?                  |
|             | الأمم المتحدة                      | 24 أكتوبر 1945        | 14 ديسمبر 1955     |
|             | منظمة الشرطة الجنائية الدولية      | ?                     | ?                  |
|             | البنك الدولي للإنشاء والتعمير      | 14 يناير 1946         | 6 سبتمبر 1961      |
|             | الاتحاد البريدي العالمي            | ?                     | ?                  |
|             | وكالة ضمان الاستثمار متعدد الأطراف | 7 يناير 1993          | 9 فبراير 1994      |
|             | منظمة التجارة العالمية             | ?                     | ?                  |
|             | الفريق المعني برصد الأرض           | ?                     | ?                  |

## وصلات خارجية
- موقع وزارة الخارجية البرازيلية
- موقع وزارة الخارجية النيبالية